# 白井滋
白井 滋（しらい しげる、1957年 - 2020年9月9日）は、板鰓類、特にサメ類を専門とする日本の魚類学者である。

## 経歴
1957年生まれ。
ピアノをはじめ、各種楽器に親しむ。
1975年　東京都立国立高等学校卒業。サークルは卓球部だったが、演劇部からの要請に応え舞台参加。脚本「別役実」＋挿入歌「六文銭」の作品を上演。バンド活動としては他に、初期の「チューリップ」や「かぐや姫」を主なレパートリーとしていた。
1991年　北海道大学大学院水産学研究科博士課程修了。
その後、水産庁西海区水産研究所研究室長を経て、東京農業大学教授。
主な研究課題は生物多様性・分類で板鰓類の分類の他、ハタハタ類の生物地理学的研究、日本海の形成過程をバイガイから検討する研究などがテーマであった。

## 業績

### Squalean Phylogeny
板鰓類はサメ類とエイ類に大別されるという伝統的な仮説に対して、分岐分類学的手法を用いて、解剖学的な共通点を発見し、エイ類がサメ類のノコギリザメやカスザメから派生した一群スクアレア（Hypnosqualean group）であると結論付けた。
この独創的な研究結果より、アメリカの学会にてスイト賞を受賞する。
しかし、その後のミトコンドリアDNA等を使用した分子系統学的研究により、サメ類とエイ類が二分する従来の仮説が支持され、白井の仮説は否定された。

### 記載
リュウキュウカラスザメ（Etmopterus bigelowi Shirai&Tachikawa, 1993 ）、オオカスミザメ（Centroscyllium excelsum Shirai & Nakaya, 1990 ）の2種類の記載に携わった。また、現在はトラザメのシノニムとされている、イズハナトラザメに関しても記載に携わっている。

## 献名
ヒレタカツノザメ（Squalus shiraii Viana & Carvalho, 2020 ）は白井への献名である。